# Schronisko PTTK Leskowiec

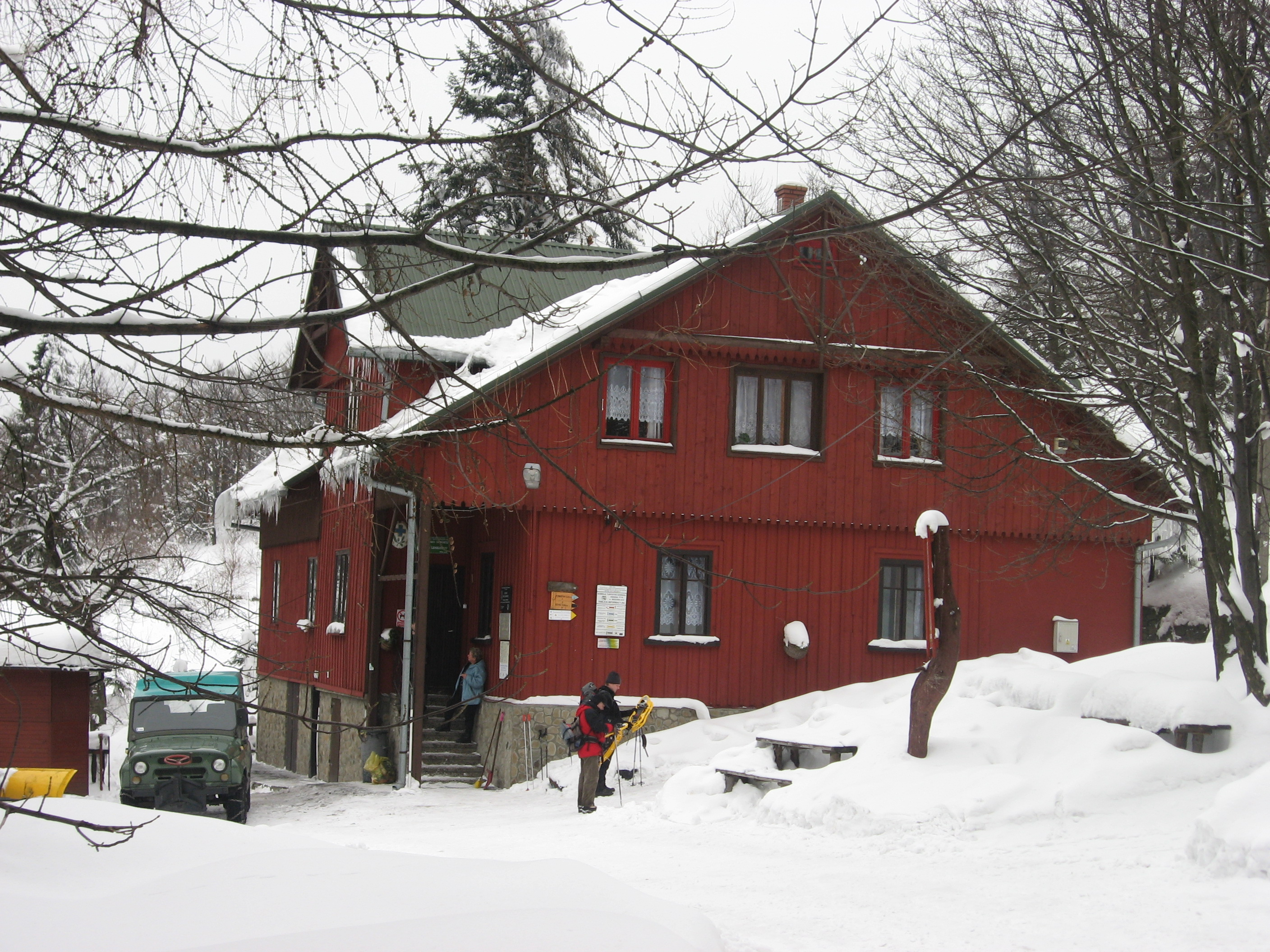

Schronisko PTTK Leskowiec – górskie schronisko turystyczne Polskiego Towarzystwa Turystyczno-Krajoznawczego w Beskidzie Andrychowskim (wschodniej części Beskidu Małego), pod szczytem Gronia Jana Pawła II (dawniej Jaworzyny), na wysokości 890 m n.p.m. Nazwa schroniska nawiązuje do szczytu Leskowca, znajdującego się w odległości 800 m na południowy zachód od budynku schroniska.

## Historia
Inicjatywę budowy obiektu przedstawili działacze wadowickiego koła Polskiego Towarzystwa Tatrzańskiego Władysław Midowicz i Kazimierz Sosnowski po raz pierwszy w 1926, jednak dopiero w 1932 kupiono od jednego z gospodarzy z Targoszowa halę pod szczytem Jaworzyny. Budowa trwała wyjątkowo krótko – Jan Bargiel, cieśla z Targoszowa w 1932 w ciągu 4 miesięcy postawił budynek na zakupionym gruncie. Oprócz składek miejscowych członków PTT budowę wspomagał zarząd główny, a część wyposażenia przekazano ze schroniska na Markowych Szczawinach. Nadzorującym budowę był Czesław Panczakiewicz, przewodniczący wadowickiego koła PTT.
Uroczyste otwarcie schroniska miało miejsce 3 września 1933. W uroczystości wzięli udział m.in. Kazimierz Sosnowski, reprezentujący Zarząd Główny PTT oraz Mieczysław Orłowicz z oddziału warszawskiego. Jeden z działaczy PTT tak opisał schronisko: Pod szczytem drewniany domek na podmurowaniu, zupełnie prosty i zwyczajny, nie chorujący na stylowość. To było pierwsze w tej części Beskidu Małego schronisko.
W związku z dużym zainteresowaniem turystów już w 1934 trzeba było od zachodu dobudować dużą jadalnię i powiększyć kuchnię. Pierwszym gospodarzem był Franciszek Byrski, a od 1938 Jan Targosz z żoną. W okresie II wojny światowej obiekt przejęło formalnie Beskidenverein. Formalnie, gdyż poszczególne sekcje tej organizacji nie potrafiły uzgodnić do której schronisko ma przynależeć. Oddział bielski, który tymczasowo nim administrował, nie interesował się zbytnio budynkiem, który niszczał i nie było w nim wody. Nie przyjmowano turystów, a jako opiekuna pozostawiono Jana Targosza, który pilnował, aby nie rozkradziono wyposażenia. W 1945 oddziały niemieckie miały spalić schronisko, ale zostały przez gospodarza poczęstowane bimbrem i dzięki temu budynek ocalał.
Po wojnie schronisko wróciło w ręce PTT, a później Polskiego Towarzystwa Turystyczno-Krajoznawczego. W latach 50. XX wieku ruchu turystyczny w tym rejonie zamarł. W tym okresie schronisko prowadził Stefan Bargiel, w latach 1947–1955 Jan Rzycki z żoną, a w latach 1955–1958 Wiesław Szafrański z żoną. W latach 1958–1970 w obiekcie gospodarowali Ludwika i Władysław Korzeniowie, a w latach 1970–1996 Maria i Kazimierz Malarzowie. Od 1996 gospodarzami schroniska są Halina i Jan Lizak.
Nieduża rozbudowa obiektu miała miejsce w latach 50. XX wieku. W II połowie lat 90. dobudowano pomieszczenie, na potrzeby bufetu. Generalna przebudowa odbyła się w latach 2000–2002, w wyniku której powiększona została kubatura obiektu. W 2012 na dachu schroniska zamontowano kolektory słoneczne, wybudowano również dwa budynki gospodarcze i oczyszczalnię ścieków.
W 2002 z okazji 70-lecia schroniska, odsłonięto tablicę poświęconą Czesławowi Panczakiewiczowi, budowniczemu schroniska, animatorowi turystyki w Beskidzie Małym.

## Warunki pobytu
Schronisko oferuje:
- 32 miejsca noclegowe w pokojach od 3- do 9-osobowych,
- bufet,
- kuchnię prowadzącą pełne wyżywienie.

W pobliżu obiektu znajduje się wyciąg narciarski.

## Szlaki turystyczne
Okolice schroniska są ważnym węzłem szlaków w tej części Beskidu Małego:
 – z przełęczy Kocierskiej przez Potrójną,
 – z Krzeszowa Górnego,
 – z Krzeszowa Dąb przez Targoszów,
 – z Czartaka,
 – z Tarnawy Górnej,
 – z Gorzenia Górnego przez Ponikiew,
 – z Andrychowa przez Gancarz,
 – z Rzyk.
Do schroniska biegnie również ścieżka dydaktyczna „Szlak ciszy i zadumania” z klasztoru karmelitów w Paśmie Jałowieckim Beskidu Żywieckiego i związana jest z postacią papieża Jana Pawła II.